# Brouwerij Reynaert
Brouwerij Reynaert, later Ter Schabbe en Declercq, was een brouwerij te Anzegem en actief van ca 1800 tot ca 1944.

## Geschiedenis
De brouwerij werd door Pierre Andre Joseph Reynaert, tevens burgemeester van Anzegem, rond 1800 gebouwd. Later nam ook Emiel Reynaert, eveneens burgemeester van Anzegem (van 1876 tot 1908), de functie van brouwer over. De brouwketels kwamen van Puimege uit Zaffelare. De dochter van Emiel, Marie Claire Reynaert, huwde met Maurice Declercq (1880-?) en deze nam de brouwerij over. Hij hernoemde deze tot brouwerij "Ter Schabbe".
De Tweede Wereldoorlog was voor vele brouwerijen een moeilijke periode omdat koperen ketels in beslag genomen werden. Na de oorlog werden ook in deze brouwerij de brouwactiviteiten niet meer opgestart.